# Диметилхлорметилхлорсилан
Диметилхлорметилхлорсилан — химическое соединение,
алкил- и хлорпроизводное моносилана с формулой (CH3)2(CH2Cl)SiCl,
бесцветная жидкость,
реагирует с водой.

## Получение
- Хлорирование триметилхлорсилана:

{\displaystyle {\mathsf {(CH_{3})_{3}SiCl+Cl_{2}\ {\xrightarrow {h\nu }}\ (CH_{3})_{2}(CH_{2}Cl)SiCl+HCl}}}
продукты реакции разделяют фракционной перегонкой.

## Физические свойства
Диметилхлорметилхлорсилан образует бесцветную жидкость,
реагирует с водой и спиртами.
Растворяется в инертных органических растворителях.

## Применение
- Применяется для синтеза кремнийорганических полимеров.